# Igor Vujanović
Igor Vujanovic (født 13. august 1978 i Socialistiske Føderale Republik Jugoslavien) er en bosnisk-serbisk tidligere professionel fodboldspiller, hvis primære position på banen er som offensiv orienteret højre kant (midtbanespiller) og sekundært som centerforward.

## Spillerkarriere
Vujanovic startede sin spillerkarriere i Jugoslavien, hvor han i sin tidlige karriere fik repræsenteret en række serbiske fodboldklubber såsom Røde Stjerne Beograd (1994-1995), FK Borac Čačak (1995-1998), FK Borac Banja Luka (1998-1999, i Republika Srpska), FK Obilić (1999-2000), FK Železnik (2000-2001) og FK Remont Čačak (2001-2002) – mange i den bedste jugoslaviske fodboldrække. I efteråret 2000 var han til prøvetræning hos F.C. København uden dog at det førte en aftale med sig, men nåede dog at spille en enkel udebanekamp for FCK i Ørestad Cuppen mod Herfølge Boldklub, hvor han blev udskiftet et kvarter før tid.
Vujanovic underskrev i sommerpausen 2002 en kontrakt med den nyoprykkede danske 1. divisionsklub Boldklubben Skjold efter at være kommet til Danmark gennem en ven, der var fodboldtræner i samme klub. I løbet af fire sæsoner blev den offensive midtbanespiller noteret for godt 80 kampe og ni mål på førsteholdet i den næstbedste række – heraf blev syv af målene scoret i hans sidste sæson med hovedstadsklubben. I visse perioder benyttedes Vujanovic som centerforward og var fast mand i de to sæsoner, hvor københavnerne i en periode lå til oprykning til Superligaen. Vujanovic var ude i en længere periode i foråret 2004 grundet en korsbåndsskade, men fik alligevel sin spillerkontrakt forlænget med Boldklubben Skjold i sommeren 2004.
Efter Østerbro-klubbens nedrykning til 2. division blev han hentet 1. divisionsklubben Fremad Amager i starten af 2006/07-sæsonen af klubbens daværende cheftræner Benny Johansen. Han debuterede for amagerkanerne den 5. august 2006 mod Aarhus IC Fremad på Riisvangen Stadion. I sæsonpremieren og debutkampen pådrog han sig imidlertid en skade og måtte lade sig udskifte med Mustafa Bozkurt efter 20 minutters spil. En nærmere undersøgelse viste at knæskaden var alvorligere end hidtidig antaget, hvilket udløste en længerevarende skadespause fra fodbolden. Han måtte i 2007 gennemgå en operation i knæet og dernæst en efterfølgende operation i sommeren 2007 for at få foretaget en "rensning" af knæet før Vujanovic kunne påbegynde sin genoptræning. I 2006/07-sæsonen opnåede han således kun at spille en enkelt kamp. I efteråret 2007 efter skaden var helet, klubben var i mellemtiden rykket ned i 2. division Øst, gjorde Vujanovic comeback på grønsværen efter sin anden korsbåndsskade i karrieren og deltog i samlet tre divisionskampe (rundt regnet 70 minutter, hvor han samtidig blev udvist i sin sidste kamp) i slutningen af efteråret.
Fremad Amager indgik på sidstedagen for transfervinduets åbning i januar 2008 en halv-årig lejeaftale for Vujanovic med 1. divisionsklubben Lolland-Falster Alliancen gældende for den resterende del af 2007/08-sæsonen – med mulighed for at skrive kontrakt med kantspilleren i sommeren 2008, hvor Vujanovics kontrakt med Fremad Amager udløber.
Efter lejeopholdet vendte han tilbage til Fremad Amager, hvor han fortsatte til han ved årsskiftet 2009-10 skiftede tilbage til Skjold. I sommeren 2011 stoppede han sin karriere.